# Microsoft Office 2007
Microsoft Office 2007 és un paquet ofimàtic de Microsoft. Els requisits són aquests: processador a un mínim de 500 MHz, 256 MB de RAM, 2 GB d'espai lliure al disc dur, lector de DVD, monitor amb una resolució mínima de 800x600 (aconsellat 1024x768) i connexió a internet de 128 Kbps o superior (per descarregar i activar el producte). També s'ha de tenir Windows XP SP2 o superior o bé Windows Server 2003 o superior i Internet Explorer 6.0 o 7.0.
Microsoft Office 2007 és una versió del paquet ofimàtic Microsoft Office de Microsoft i successor de Microsoft Office 2003. Originalment conegut com a Office 12 durant la seva cicle beta, va ser llançat el 30 de novembre de 2006 al mercat empresarial i el 30 de gener de 2007 al públic en general, coincidint amb el llançament oficial de Windows Vista. Office 2007 inclou noves característiques, la més notable és la nova interfície gràfica anomenada Office Fluent, també conegut com a "interfície de cinta" (en anglès " ribbon "), que reemplaça al menú i la barra d'eines que van ser característiques des del seu inici.
Office 2007 inclou noves aplicacions i eines del costat servidor, de les quals una excel·lent és Groove, un sistema de col·laboració i comunicació per a petites empreses que va ser originalment desenvolupat per Groove Networks, fins que Microsoft el va comprar a 2005. També aquesta nova versió inclou Microsoft Office Server 2007, un sistema de revisió en xarxa d'aplicacions de l'Office, com ara Excel o Word.
De les noves aplicacions que inclou l'Office 2007, només FrontPage va ser eliminada per complet, ja que els seus successors van ser llançats com suites independents: SharePoint Designer i Expression Web.
Hi ha qui considera que el llançament de la versió beta per a tot el públic va ser un intent d'aproximar-se a la comunitat d'usuaris en augment que empra software lliure, com el paquet ofimàtic OpenOffice.org.

## Compatibilitat
El format de documents utilitzat per defecte a Microsoft Office 2007 (OOXML) no és compatible amb els de versions anteriors, per tant s'ha de descarregar un pedaç per poder obrir (amb certes limitacions) aquests documents en versions antigues.

## Desenvolupament
La primera versió beta d'Office 2007 es va denominar Beta-1, que va ser enviada a diversos testers el 16 de novembre de 2005. L'assistència tècnica del Beta-1 va ser enviada als usuaris l'13 de març de 2006, aquesta va arreglar diversos errors quan s'instal·lava sota Windows Vista.
La versió Beta-2 va ser anunciada per Bill Gates a WinHEC 2006, aquesta Beta només es podia fer servir des del seu lloc web. Les aplicacions beta van funcionar fins a l'1 de febrer de 2006.

## Crítiques
Encara que la "cinta d'opcions" es pot amagar, PC World va opinar que la nova "cinta d'opcions" congestiona l'àrea de treball de l'Office, especialment per a usuaris de computadors portàtils. Altres indiquen que les grans icones causen distracció. PC World ha declarat que l'actualització a Office 2007 presenta perill per a certs tipus de dades, com a plantilles, macros i missatges de correu electrònic.
Alguns usuaris s'han queixat sobre la pèrdua de barres d'eines flotants amb icones personalitzats i botons de text.
El nou format de fitxer que està basat en XML. Docx, no és compatible amb versions prèvies a menys que s'instal·lin un "plugin" a la versió antiga (tot i així existeixen limitacions).
L'editor d'equacions de Word 2007 és incompatible amb Word 2003 i amb les versions prèvies, i quan es converteix un fitxer DOCX a DOC, les equacions són transformades en imatges. En conseqüència, Word 2007 no es pot utilitzar per a publicacions, "compartició de fitxers" i esforços col·laboratius en qualsevol camp basat en les matemàtiques, incloent ciència i tecnologia, en les quals els usuaris poden tenir versions prèvies de Word. Algunes publicacions no accepten propostes en Word 2007, per exemple, els productors acadèmics han informat a Microsoft que això limita severament l'ús de Word 2007's per a la publicació escolar.
Alguns usuaris amb experiència en versions prèvies de Microsoft Office es queixen sobre la tediosa cerca d'eines en la "La cinta d'opcions".
Les noves característiques de Word 2007 per bibliografies suporten únicament un petit nombre fix d'estils de citació. Per això, aquestes característiques no poden ser usades per estils bibliogràfics acadèmics el format de citació no estigui suportat. Per exemple, l'estàndard ACM publication format (en anglès)) Arxivat 2008-12-11 a Wayback Machine. no està suportat.
Pel que fa al format OOXML (Office Open XML), hi ha certa controvèrsia promoguda per alguns partidaris de l'estàndard ODF desenvolupat per OASIS que és ja l'estàndard ISO 26300 i que no desitjaven que OOXML culminés el procés d'estandardització ISO.

## Components
Microsoft Office inclou els següents components: 
- Microsoft Word (processador de text)
- Microsoft Excel (full de càlcul / full de càlcul)
- Microsoft PowerPoint (programa de presentacions)
- Microsoft Access (programa de bases de dades)
- Microsoft Outlook (agenda i client de correu electrònic)
- Microsoft Photo Manager (editor fotogràfic)
- Microsoft Publisher (editor per crear diversos tipus de publicacions com targetes, pancartes, etc.)
- Microsoft InfoPath (Editor i creador de documents XML)
- Microsoft OneNote (capturar, organitzar i reutilitzar les notes en ordinadors portàtils, d'escriptori o Tablet PC)
- Microsoft Project (gestor de projectes)
- Microsoft Visio (Editor de diagrames)
- Microsoft PhotoDraw - desfasat
- Microsoft Draw - desfasat

## Edicions
| Programes i característiques     | Basic               | Home and Student    | Standard                   | Small Business                   | Professional        | Professional Plus   | Ultimate            | Enterprise          |
| -------------------------------- | ------------------- | ------------------- | -------------------------- | -------------------------------- | ------------------- | ------------------- | ------------------- | ------------------- |
| Sistema de llicències            | OEM                 | OEM i al detall     | Al detall i el volum       | OEM, venda al detall, i el volum | OEM i al detall     | Volum               | Venda al detall     | Volume              |
| Word                             | Sí                  | Sí                  | Sí                         | Sí                               | Sí                  | Sí                  | Sí                  | Sí                  |
| Excel                            | Sí                  | Sí                  | Sí                         | Sí                               | Sí                  | Sí                  | Sí                  | Sí                  |
| PowerPoint                       | Només visualització | Sí                  | Sí                         | Sí                               | Sí                  | Sí                  | Sí                  | Sí                  |
| Outlook                          | Sí                  | No                  | Sí                         | Sí                               | Sí                  | Sí                  | Sí                  | Sí                  |
| Publisher                        | No                  | No                  | No                         | Sí                               | Sí                  | Sí                  | Sí                  | Sí                  |
| Access                           | No                  | No                  | No                         | No                               | Sí                  | Sí                  | Sí                  | Sí                  |
| InfoPath                         | No                  | No                  | No                         | No                               | No                  | Sí                  | Sí                  | Sí                  |
| Communicator                     | No                  | No                  | No                         | No                               | No                  | Sí                  | No                  | Sí                  |
| Groove                           | No                  | No                  | No                         | No                               | No                  | No                  | Sí                  | Sí                  |
| OneNote                          | No                  | Sí                  | No                         | No                               | No                  | No                  | Sí                  | Sí                  |
| Project                          | No                  | No                  | No                         | No                               | No                  | No                  | No                  | No                  |
| SharePoint Designer              | No                  | No                  | No                         | No                               | No                  | No                  | No                  | No                  |
| Visio                            | Només visualització | Només visualització | Només visualització        | Només visualització              | Només visualització | Només visualització | Només visualització | Només visualització |
| Office Customization Tool (OCT)¹ | No                  | No                  | Només llicències per volum | Només llicències per volum       | No                  | Sí                  | No                  | Sí                  |
| Upgrade MSRP                     | ???                 | N/D                 | $239.95                    | $279.95                          | $329.95             | ???                 | $679.95             | ???                 |
| Full MSRP                        | ???                 | $149.95             | $399.95                    | $449.95                          | $499.95             | ???                 | $679.95             | ???                 |

¹ Eina de personalització d'Office s'utilitza per personalitzar la instal·lació de l'Office 2007 mitjançant la creació d'un arxiu Windows Installer (.MSP) i substituir l'Auxiliar per a instal·lació personalitzada i Assistent de desplegament personalitzat inclòs en versions anteriors del Kit de recursos d'Office que va crear una transformació de Windows Installer (.MST).

### Llicències per volum
Els empleats elegibles d'empreses amb acords de llicències per volum de Microsoft Office reben eines addicionals, incloent la gestió de contingut empresarial, formularis electrònics, Gestió dels drets d'informació capacitats i còpies per al seu ús en un ordinador personal.